# Copernicia macroglossa
Copernicia macroglossa là loài thực vật có hoa thuộc họ Arecaceae. Loài này được H.Wendl. ex Becc. mô tả khoa học đầu tiên năm 1907.

## Hình ảnh

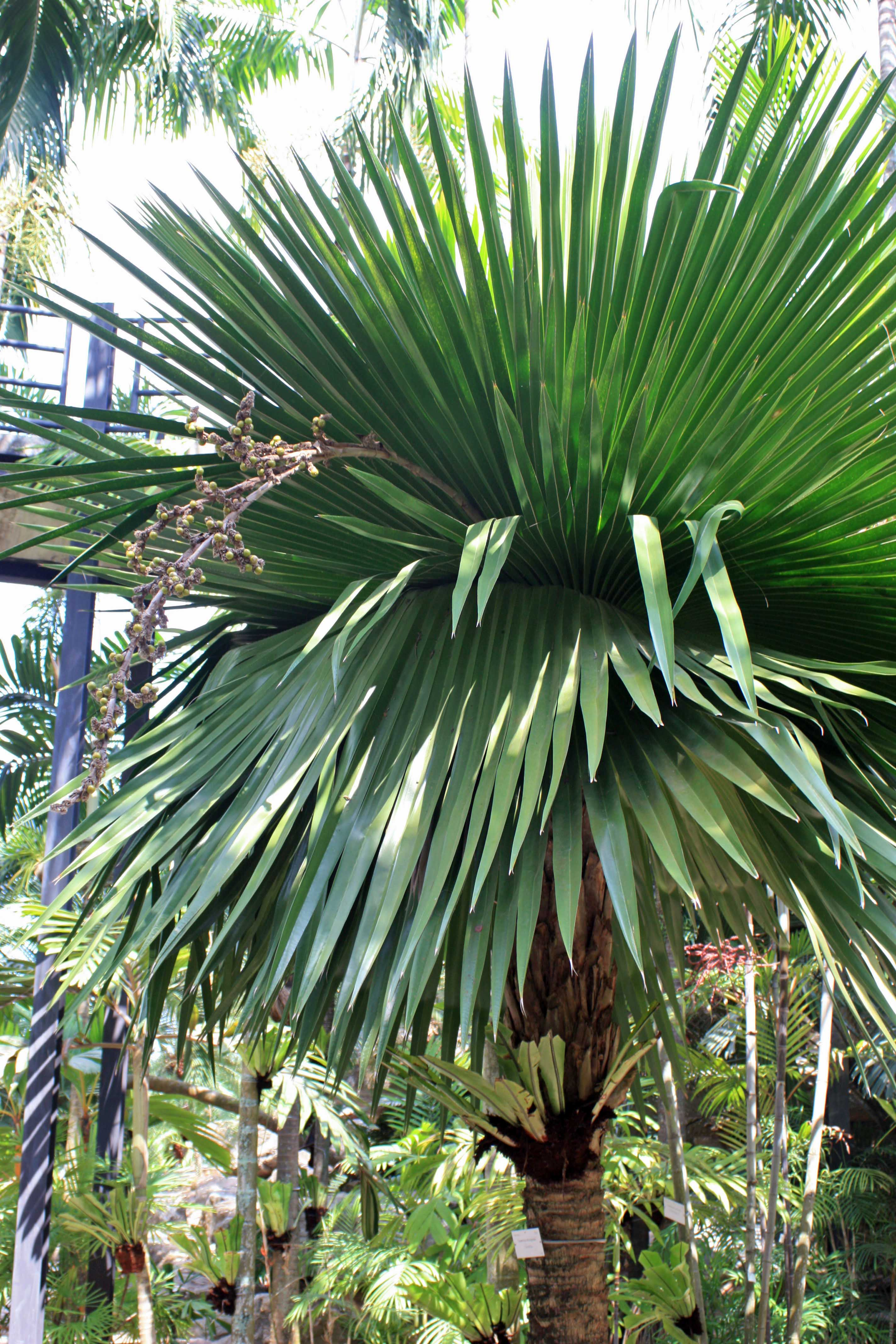
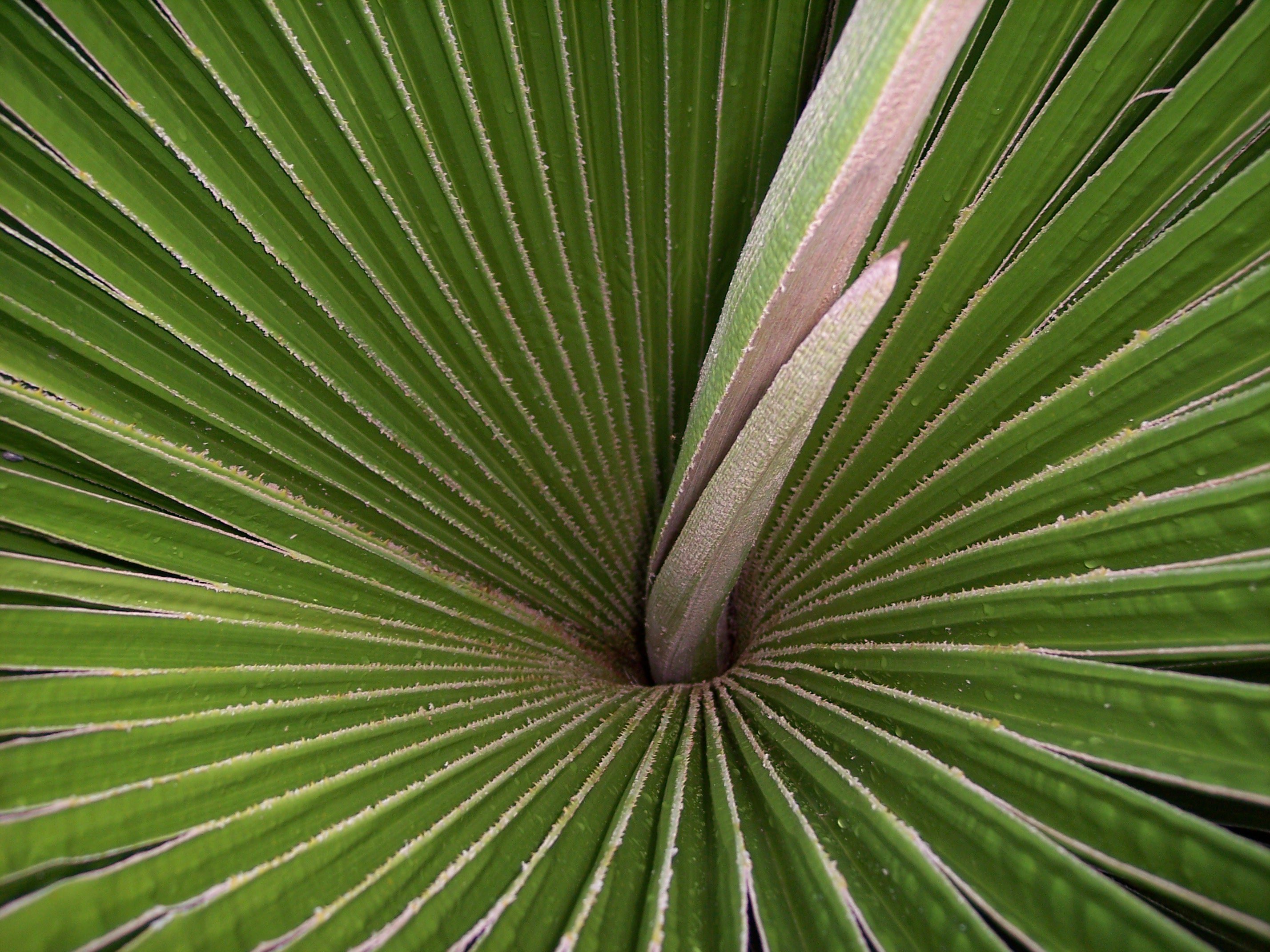